# Récepteur d'hormone

Exemple de Récepteur hormonal. Ici il s'agit d'un récepteur ionotrope où le ligand, un neurotransmetteur, se lie à un site extracellulaire, provoquant l'ouverture d'un canal transmembranaire où peuvent circuler des ions (d'après Purves et al)

Un récepteur hormonal ou récepteur d'hormone  est une protéine (dite réceptrice) à laquelle se lie une hormone (peptide ou stéroïde) particulière. 

Cette dernière joue le rôle de signal (stimulus) déclenchant en réponse un processus (cellulaire) ou une chaine (cascade) de réaction biochimiques et processus biologiques dépassant l'échelle cellulaire.  Une seule molécule, en  se liant à son récepteur, suffit à déclencher ce processus (sauf inhibition) via un signal biophysique qui peut conduire à d'autres voies de transduction de signal, ou qui peut déclencher l'activation ou l'inhibition de gènes.  
Des organismes modèles sont utilisés pour étudier le fonctionnement des récepteurs hormonaux, par exemple des organismes unicellulaires  tels que les Tetrahymena (protozoaires) faciles à élever, à exposer à des hormones en milieu contrôlé, et à observer au microscope,. Leur compréhension peut apporter des éclairages sur phylogénie et l'ontogénie de ces systèmes chez les microorganismes et des espèces plus évoluées,. On espère ainsi pouvoir mieux comprendre le rôle a priori très important des hormones dans l'évolution, des organismes unicellulaires eukaryotes aux espèces plus évoluées.

## Types de récepteurs hormonaux
- Le plus souvent, le récepteur est présent sur la membrane d'une cellule (récepteur membranaire) ; c'est le cas des récepteurs d'hormones peptidiques qui sont souvent des protéine transmembranaire de type Récepteurs couplés aux protéines G, récepteur sensoriel ou Récepteur ionotrope. 
Ce type de récepteurs fonctionne généralement via un ou des intermédiaires intracellulaires (Messager secondaire), dont Adénosine monophosphate cyclique ou AMP cyclique (AMPc), de l'inositol 1,4,5-trisphosphate (IP3) et du calcium jouant un rôle de signal biochimique dans un système [Ca2+] - calmoduline.
- Dans le cas des hormones stéroïdes, les récepteurs des  ne sont pas membranaires mais intracellulaires ; les hormones stéroïdes sont en effet liposolubles, ce qui leur permet de franchir la membrane plasmique par simple diffusion et d'agir dans la cellule en activant ou inhibant certains gènes. Leurs éléments de réponse sont des séquences d'ADN (promoteurs). 
Les récepteurs eux-mêmes sont dits doigts de zinc (ce sont de petits motifs structuraux situés dans certaines protéines et capable d'ordonner en complexe un ou plusieurs ions zinc pour stabiliser leurs plis[8]. 
Ces récepteurs sont par exemple ceux des Glucocorticoides, d'œstrogènes, d'androgènes, d'hormone thyroïdienne (T3), du calcitriol (forme active de vitamine D) des rétinoïdes (vitamine A).

## Dysfonctionnement
Le récepteur se lie parfois à une molécule de forme proche qui ne devrait pas le cibler (leurre hormonal). Il y a alors perturbation endocrinienne. C'est sur ce principe qu'agissent certains médicaments et de nombreuses drogues.